# Чучукало, Василий Данилович
Василий Данилович Чучукало (укр. Василь Данилович Чучукало: 12 марта 1905, Лихолеты Золотоношский уезд, Полтавская губерния — 30 июня 1963, Киев) — украинский советский партийный деятель. Член КПСС с 1926 года. Член ЦК компартии Украины (1949—1952). Депутат Верховного Совета СССР 3-го созыва и Верховного Совета Украинской ССР 1-го созыва.

## Биография
В 1939 году работал 3-м секретарём Сумского областного комитета КП(б) Украины, затем направлен на Западную Украину председателем Временного управления города Станислава (октябрь — ноябрь). С 27 ноября 1939 по июнь 1940 года — второй секретарь Ровненского областного комитета КП(б) Украины. В марте 1940 года был избран депутатом Верховного Совета Украинской ССР от Костопольского округа Ровенской области. С 4 июня 1940 года — первый секретарь Хотинского районного комитета КП(б) УССР (Черновицкая область).
С началом Великой Отечественной войны — военный комиссар Автобронетанкового управления Юго-Западного фронта.
Первый секретарь Сумского областного комитета компартии Украины с 12 сентября 1943 г. по 1945 год. Первый секретарь Ровенского областного комитета КПУ с октября 1949 г. по 1951 год. Первый секретарь Львовского областного комитета КПУ с 1951 г. по апрель 1952 года.
С 1952 года работал начальником Переселенческого управления при Совмине Украинской ССР.